# Philippe Leroy

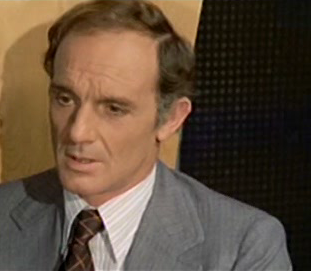
Philippe Leroy în filmul Milano rovente (1973)

Philippe Leroy (n. 15 octombrie 1930, Paris, Île-de-France, Franța – d. 1 iunie 2024, Roma, Italia) a fost un actor francez. A avut o scurtă carieră militară înainte de a deveni actor la începutul anilor 1960. A apărut în peste două sute de filme în cinema și televiziune și a jucat și în teatru.
Printre cele mai cunoscute filme ale sale se numără Șapte oameni de aur (1965), Ce noapte, băieți! (1966), Noaptea e făcută pentru... a visa (1968), Bună seara, doamnă Campbell (1968) și Nikita (1990).

## Biografie
Leroy provenea dintr-o familie aristocratică (tatăl său Paul Leroy-Beaulieu (1902–1999) a fost marchiz), dar după ce a absolvit o diplomă în științe politice, a petrecut mulți ani ducând o viață aventuroasă și periculoasă care l-a dus inclusiv în zonele de război din Indochina și Algeria.
În 1953, s-a înrolat în Legiunea străină franceză și a servit ca parașutist în Regimentul 2 străin de parașutiști în Primul Război din Indochina. Mai târziu, a trecut în rezervă, dar a revenit cu gradul de locotenent secund și a luptat în Războiul din Algeria. A fost decorat, printre altele, cu Legiunea de onoare în grad de cavaler. S-a retras definitiv din cariera militară cu gradul de căpitan.
În 1960, întors în orașul natal, Paris, a început o carieră de actor și a debutat în filmul Groapa  al regizorului Jacques Becker. Actorul înalt, suplu, atletic, cu o privire rece, a jucat numeroase roluri secundare în filmele franceze, dar a găsit oferte de roluri mai mari începând cu 1962 în Italia, unde a întâlnit o industrie cinematografică în plină expansiune care i-a oferit actorului neobosit numeroase roluri în filme de toate genurile, astfel încât s-a ales cu o filmografie cu 190 de titluri.
S-a întors în mod repetat în țara natală pentru a juca în filme. Criticii i-au lăudat curajul în alegerea rolurilor fără să fie timid sau să se teamă să greșească, chiar jucând ceva neobișnuit. A lucrat cu mulți regizori importanți ai cinematografiei italiene precum Paolo Cavara, Carlo Lizzani, Riccardo Freda, Liliana Cavani, Fernando Di Leo, Sergio Sollima și Steno. La începutul anilor 1970 a fost văzut în mod repetat în filme de televiziune.
Leroy a fost căsătorit de mai multe ori. După căsătoria cu o femeie vietnameză și un divorț cu o franceză în 1970, s-a căsătorit cu Emma Bini. El este tatăl actriței Philippine Leroy-Beaulieu și ocazional este menționat prin numele său complet.
A fost nominalizat de două ori la un premiu, pentru filmul său de debut pentru Emmy și pentru interpretarea sa din filmul de televiziune La vita di Leonardo da Vinci, care a fost turnat în 1971.
A rămas un parașutist pasionat de-a lungul vieții.
Philippe Leroy a murit pe data de 1 iunie 2024, la Roma, în vârstă de 93 de ani.

## Filmografie selectivă
- 1960 Groapa (Le trou), regia Jacques Becker
- 1960 Rapimento a Parigi (Chaque minute compte), regia Robert Bibal
- 1961 Piena luce sull'assassino (Pleins feux sur l'assassin), regia Georges Franju
- 1961 Briganzii italieni (I briganti italiani), regia Mario Camerini
- 1961 Leoni al sole, regia Vittorio Caprioli
- 1961 Caccia all'uomo, regia Riccardo Freda
- 1962 Senilità, regia Mauro Bolognini
- 1963 Cea mai scurtă zi (Il giorno più corto), regia Sergio Corbucci
- 1963 55 de zile la Beijing (55 Days at Peking), regia Nicholas Ray
- 1963 Il terrorista, regia Gianfranco de Bosio
- 1963 Baladă pentru un bandit (Llanto por un bandido), regia Carlos Saura
- 1964 Frenesia dell'estate, regia Luigi Zampa
- 1964 Il treno del sabato, regia Vittorio Sala
- 1964 O femeie măritată (Une femme mariée), regia Jean-Luc Godard
- 1964 Le ore nude, regia Marco Vicario
- 1965 La donna del lago, regia Luigi Bazzoni și Franco Rossellini
- 1965 Șapte oameni de aur (Sette uomini d'oro), regia Marco Vicario
- 1965 La mandragola, regia Alberto Lattuada
- 1965 Una vergine per il principe, regia Pasquale Festa Campanile
- 1966 Il grande colpo dei 7 uomini d'oro, regia Marco Vicario
- 1966 Un delict aproape perfect (Delitto quasi perfetto), regia Mario Camerini
- 1966 Yankee, regia Tinto Brass
- 1966 Ce noapte, băieți! (Che notte, ragazzi!), regia Giorgio Capitani
- 1966 Lo scandalo, regia Anna Gobbi
- 1966 Non faccio la guerra, faccio l'amore, regia Franco Rossi
- 1968 Noaptea e făcută pentru... a visa (La notte è fatta per... rubare), regia Giorgio Capitani
- 1968 La matriarca, regia Pasquale Festa Campanile ()
- 1968 Bună seara, doamnă Campbell (Buona Sera, Mrs. Campbell), regia Melvin Frank ()
- 1969 Inimă de mammă (Cuore di mamma), regia Salvatore Samperi
- 1969 Fără să știi nimic despre ea (Senza sapere niente di lei), regia Luigi Comencini

- 1971 Roma bene (Roma bene), regia Carlo Lizzani
- 1972 Ragazza tutta nuda assassinata nel parco, regia Alfonso Brescia
- 1973 Milano rovente, regia Umberto Lenzi
- 1974 La svergognata, regia Giuliano Biagetti
- 1974 Portarul de noapte (Il portiere di notte'), regia Liliana Cavani
- 1975 Libera, dragostea mea (Libera, amore mio...), regia Mauro Bolognini
- 1975 Cei 13 de la Barletta (Il soldato di ventura), regia Pasquale Festa Campanile
- 1976 Sandokan – Tigrul Malaeziei (Sandokan, miniserial TV), regia Sergio Sollima
- 1977 Dincolo de bine și de rău (Al di là del bene e del male), regia Liliana Cavani
- 1977 Sandokan rebelul (La tigre è ancora viva: Sandokan alla riscossa!), regia Sergio Sollima
- 1978 Qui a tué le chat ? (Il gatto), regia Luigi Comencini
- 1979 Courage fuyons, regia Yves Robert

- 1980 Mon curé va en boîte (Qua la mano), regia Pasquale Festa Campanile
- 1981 Les Casques de cuir (Teste di quoio), regia Giorgio Capitani
- 1981 Tangoul geloziei (Il tango della gelosia), regia Steno
- 1986 Un bărbat și o femeie: după douăzeci de ani (Un homme et une femme : Vingt ans déjà), regia Claude Lelouch
- 1988 Don Bosco, regia Leandro Castellani
- 1989 Hiver 54, l'abbé Pierre, regia Denis Amar

- 1990 Nikita, regia Luc Besson
- 1990 L'Affaire Wallraff (The Man Inside), regia Bobby Roth
- 1991 Netchaïev est de retour, regia Jacques Deray
- 1992 Le Retour de Casanova, regia Édouard Niermans
- 1995 Io e il re, regia Lucio Gaudino
- 1999 Il pesce innamorato, regia Leonardo Pieraccioni